# جاوشير سوري
جاوشير سوري (الاسم العلمي:Opopanax syriacus) هو نوع غير مؤكد من النباتات يتبع جنس الجاوشير من الفصيلة الخيمية.